# Танър Мейс
Танър Мейс (на английски: Tanner Mayes) е американска порнографска актриса, родена на 31 май 1989 година в град Адриан, щата Мичиган, САЩ.
Дебютира като актриса в порнографската индустрия през 2008 г., когато е на 19-годишна възраст.

## Награди и номинации
- 2009: CAVR награда за звездица на годината.[2]
- 2010: AEBN VOD награда за най-добра новачка.[3]
- 2010: XBIZ награда за нова звезда на годината (избор на зрителите).[4]
- 2010 VOD награда – Нова звезда
- 2010: Номинация за XRCO награда за нова звезда.[5]
- 2010: Номинация за XRCO награда за Cream Dream.[5]
- 2010: Номинация за AVN награда за най-добра нова звезда.[6]
- 2010 номинация на AVN награда – Best All-Girl Group Sex Scene Girlgasmic 2
- 2010: Номинация за F.A.M.E. награда за любима нова звезда.[7]
- 2010: Номинация за XFANZ награда за нова звезда на годината.[8]
- 2011 номинация на AVN награда – Best Tease Performance - Fresh Picked
- 2011 номинация на AVN награда – Best Three-Way Sex Scenee (G/B/B) - Savanna’s Been Blackmaled 2
- 2012: Номинация за AVN награда за най-добро закачливо изпълнение.[9]